# Maggotty
Maggotty är en ort i Jamaica.   Den ligger i parishen Parish of Saint Elizabeth, i den västra delen av landet, 100 km väster om huvudstaden Kingston. Maggotty ligger 117 meter över havet och antalet invånare är 1 371. Den ligger på ön Jamaica.
Terrängen runt Maggotty är huvudsakligen kuperad, men åt sydost är den platt. Runt Maggotty är det ganska tätbefolkat, med 129 invånare per kvadratkilometer. Närmaste större samhälle är Santa Cruz, 13,8 km sydost om Maggotty. I omgivningarna runt Maggotty växer i huvudsak städsegrön lövskog.